# Prasica, slabšalni izraz za žensko
Prasica, slabšalni izraz za žensko je slovenski celovečerni dramski film iz leta 2021, režijski prvenec Tijane Zinajić po scenariju Ize Strehar. Na 24. festivalu slovenskega filma je prejel vesno za najboljši celovečerni film, ob tem pa še vesne za najboljši scenarij (Strehar), glavno (Liza Marijina) in stransko žensko vlogo (Anuša Kodelja), scenografijo (Zinajić) in kostumografijo (Matic Hrovat), nagrajen je bil tudi za najboljši film po izboru občinstva.

## Vloge
- Liza Marijina kot Eva
- Tosja Flaker Berce kot Blaž
- Anuša Kodelja kot Nina
- Jure Henigman kot Jakob
- Jožica Avbelj kot Valentina
- Lea Cok kot Mateja
- Sebastijan Horvat kot Demeter
- Davor Janjić kot Milan
- Jernej Kogovšek kot Marlon
- Vesna Pernarčič kot Barbara
- Matej Puc kot doktor
- Špela Rozin kot Miranda
- Nika Rozman kot Manca
- Miranda Trnjanin kot Sara
- Ana Urbanc kot Lena
- Nina Valič kot zaposlena
- Lovro Zafred kot Tadej